# Sheatown
Sheatown es un lugar designado por el censo ubicado en el condado de Luzerne en el estado estadounidense de Pensilvania. En el Censo de 2010 tenía una población de 671 habitantes y una densidad poblacional de 503,06 personas por km².

## Geografía
Sheatown se encuentra ubicado en las coordenadas 41°11′38″N 76°1′8″O / 41.19389, -76.01889. Según la Oficina del Censo de los Estados Unidos, Sheatown tiene una superficie total de 1.33 km², de la cual 1.33 km² corresponden a tierra firme y (0%) 0 km² es agua.

## Demografía
Según el censo de 2010, había 671 personas residiendo en Sheatown. La densidad de población era de 503,06 hab./km². De los 671 habitantes, Sheatown estaba compuesto por el 98.06% blancos, el 1.34% eran afroamericanos, el 0% eran amerindios, el 0.3% eran asiáticos, el 0% eran isleños del Pacífico, el 0.15% eran de otras razas y el 0.15% pertenecían a dos o más razas. Del total de la población el 1.34% eran hispanos o latinos de cualquier raza.